# Southern Star
Southern Star (XJA2/598) is een hopvariëteit, gebruikt voor het brouwen van bier.
Deze hopvariëteit is een “bitterhop”, bij het bierbrouwen voornamelijk gebruik voor zijn bittereigenschappen. Deze Zuid-Afrikaanse diploïde superalfa-variëteit is het resultaat van een kruising tussen Outeniqua en een Zuid-Afrikaanse mannelijke plant. Deze hopvariëteit werd gekweekt voor deze omgeving en kan groeien met minder uren daglicht dan de oorspronkelijke hopvariëteiten.

## Kenmerken
- Alfazuur: 12 – 14%
- Bètazuur: 4,8 – 5,2%
- Eigenschappen: mild, aangenaam en licht kruidig